# Flusslängsprofil
Als Flusslängsprofil eines Flusses bezeichnet man die Gefällslinie seines Wasserspiegels von der Quelle bis zur Mündung. Es wird in Ober-, Mittel- und Unterlauf unterteilt.

## Details

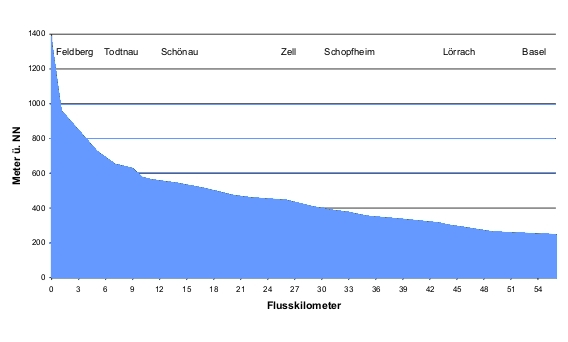
Flusslängsprofil der Wiese

Das Längsprofil der meisten Flüsse besitzt eine konkave Form. In der Natur wird dieses idealisierte Längsprofil häufig durch Knickpunkte unterbrochen. Dort kommt es zu einer Abweichung von der ursprünglich konkaven Form und somit zu einer Gefällsveränderung (z. B. Wasserfälle). Knickpunkte entstehen meist an tektonischen Störungen oder dort, wo sich der Gesteinsuntergrund ändert, und mit ihm die Stärke der Erosion. Das Gefälle, und damit auch die Fließgeschwindigkeit, nehmen in der Regel zum Unterlauf hin ab.

## Oberlauf
Als Oberlauf bezeichnet man den Abschnitt eines Flusses oder Baches in der Nähe der Quelle, oft durch vergleichsweise stark profiliertes Gelände führend. Im Vergleich zu den anderen Abschnitten gibt es hier in der Regel die am tiefsten eingeschnittenen Täler. Der Oberlauf ist der sauerstoffreichste Abschnitt, aber nährstoffarm (oligotroph).
Bei starkem Gefälle und hoher Fließgeschwindigkeit findet Tiefenerosion statt. Durch Ausspülung und Ausschürfung entsteht eine Tieferlegung des Flussbettes (der Fluss frisst sich tief in die Hänge hinein, große Gesteinstrümmer werden mitgerissen). Es bilden sich Erosionsrinnen. Durch ständiges Reiben und Schleifen entstehen im Oberlauf aus Erosionsrinnen tief eingesenkte Täler mit fast senkrechten Wänden. Je nachdem, wie steil deren Hänge sind, spricht man von einer Klamm oder einer Schlucht. Bei verringerter Fließgeschwindigkeit und verstärkter Seitenerosion entstehen v-förmige Kerbtäler.

## Mittellauf
Im Mittellauf verringert sich das Gefälle, die Wassermenge wird größer und die Fließgeschwindigkeit nimmt ab. Deshalb schneidet sich der Fluss nicht mehr so tief ein. Dafür trägt er die Ufer stärker ab (Seitenerosion). Das Gestein vom Ufer stürzt in das Flussbett und wird abtransportiert. Auf diese Weise entsteht ein Sohlental. Die Haupttätigkeit des Flusses im Mittellauf ist aber der Transport von Material. Da hier das Gefälle immer geringer wird, beginnt der Fluss in Schlingen zu fließen. Diese Flusswindungen heißen Mäander.
Ist der Fluss bereits im Mittellauf sehr flach, so findet auch hier schon viel Ablagerung (Akkumulation) statt.

## Unterlauf
Als Unterlauf bezeichnet man den Abschnitt eines Flusses oder Baches in der Nähe der Mündung, oft durch vergleichsweise ebenes Gelände führend. Im Vergleich zu den anderen Abschnitten gibt es hier in der Regel die sanftesten Täler. Er ist sauerstoffarm und hat viele Nährstoffe aufgenommen (eutroph).
Bei schwacher Fließgeschwindigkeit und großer Wassermenge, sowie geringem Gefälle findet Akkumulation des transportierten Gesteins (Geröll, Sände, Schlammschichten) statt.
Im Unterlauf überwiegt die Ablagerung (z. B.: von Schluff und Sand). Der gefällearme Fluss verzweigt sich (vgl. Delta), es entstehen Mäander und Aulandschaften, die durch Hochwasser überflutet werden.

## Limnologie
Während Ober- und Unterlauf Bezeichnungen aus Geographie bzw. Geologie sind, unterscheidet die Limnologie die Ökosysteme eines Gewässers in Quellregion Krenal, Bachregion Rhithral und Flussregion Potamal. Sich daraus ergebende Zuschreibungen sind nicht übertragbar, z. B. haben Bäche meist kein Potamal, während bei großen Flüssen schon der Mittellauf dazu zählt.